# Nyssia graecalapponaria
Nyssia graecalapponaria là một loài bướm đêm trong họ Geometridae.